# Trichapseudes tridens
Trichapseudes tridens är en kräftdjursart som beskrevs av Barnard 1920. Trichapseudes tridens ingår i släktet Trichapseudes och familjen Parapseudidae. Inga underarter finns listade i Catalogue of Life.